# Mäyhäjärvi
Mäyhäjärvi är en sjö i Finland. Den ligger i kommunen Lembois i landskapet Birkaland, i den södra delen av landet, 140 km norr om huvudstaden Helsingfors. Mäyhäjärvi ligger 94,4 meter över havet. I omgivningarna runt Mäyhäjärvi växer i huvudsak blandskog. Arean är 2,09 kvadratkilometer och strandlinjen är 11,64 kilometer lång. Sjön  ingår i Kumo älvs huvudavrinningsområde. 